# Wiktorija Listunowa
Wiktorija Wiktorowna Listunowa (ros. Виктория Викторовна Листунова; ur. 12 maja 2005 r. w Moskwie) – rosyjska gimnastyczka, mistrzyni Igrzysk Olimpijskich w Tokio, mistrzyni Europy w wieloboju indywidualnym z 2021 roku, trzykrotna mistrzyni i czterokrotna medalistka Mistrzostw świata juniorek, dwukrotna medalistka Pucharu świata oraz sześciokrotna mistrzyni Rosji.

## Życie prywatne
Listunowa urodziła się 12 maja 2005 roku w Moskwie, stolicy Rosji.
W kwietniu 2018, pojawiła się w rosyjskim talent show "Blue Bird".
18 marca 2022, Listunowa wzięła udział w marszu propagującym inwazję Rosji na Ukrainę.

## Kariera

### 2018
W marcu 2018 roku, Listunowa zadebiutowała w rangach juniorek podczas międzynarodowych zawodów Gymnix w Montrealu, gdzie zdobyła trzy medale - brąz w wieloboju indywidualnym, złoto w ćwiczeniach wolnych i srebro w ćwiczeniach na poręczach. Zajęła również 8. miejsce w skoku i 6. na równoważni. Trzy miesiące później, wygrała trzy tytuły podczas Mistrzostw Rosji juniorek - w wieloboju indywidualnym, ćwiczeniach wolnych i ćwiczeniach na poręczach. Zdobyła również srebro w skoku i brąz na równoważni.
Pod koniec roku, Listunowa wystąpiła w Pucharze Woronina, gdzie zajęła wygrała srebrne medale w wieloboju indywidualnym i ćwiczeniach wolnych, brąz w skoku oraz zajęła 4. miejsce w ćwiczeniach na poręczach.

### 2019
Listunowa startowała w Pucharze Jesolo, gdzie pomogła kadrze Rosji zdobyć drużynowe złoto, pokonując tym samym Amerykanki. W finałach na przyrządach zdobyła złote medale w ćwiczeniach wolnych i ćwiczeniach na równoważni oraz srebro w skoku. W maju, zajęła 2. miejsce w wieloboju indywidualnym podczas Mistrzostw Rosji oraz wygrała złoto w ćwiczeniach wolnych, srebro w skoku i brąz na równoważni.
Pod koniec czerwca, Listunowa wzięła udział w 1. Mistrzostwach świata juniorek w węgierskim mieście Győr. W konkurencji drużynowej, Rosjanki zajęły pierwsze miejsce, pokonując tym samym kadrę Chin o ponad dwa punkty. W finałach indywidualnych, Wiktorija zdobyła złote medale w wieloboju i ćwiczeniach wolnych oraz srebro na poręczach asymetrycznych. Zajęła również 8. miejsce w skoku.
W lipcu, wygrała złote medale w wieloboju drużynowym i indywidualnym podczas Olimpijskiego Festiwalu Młodzieży Europy w Baku. W finałach na przyrządach, zdobyła kolejne trzy złote medale w skoku, ćwiczeniach wolnych i ćwiczeniach na poręczach oraz zajęła 7. miejsce na równoważni.
W listopadzie, Listunowa startowała w zawodach Elite Massilia we Francji, gdzie zdobyła złoto w ćwiczeniach wolnych i srebro w wieloboju indywidualnym.

### 2020
Ze względu na światową pandemię wirusa COVID-19, Listunowa nie brała udziału w żadnych zawodach w roku 2020.

### 2021
W marcu, Listunowa zadebiutowała w rangach seniorek podczas Mistrzostw Rosji, gdzie zdobyła swój pierwszy tytuł mistrzyni kraju w wieloboju indywidualnym, uzyskując noty 57,566 podczas pierwszego dnia zawodów oraz 56,598 w finale. Wiktorija była również jedyną gimnastyczką, która zakwalifikowała się do wszystkich czterech finałów na przyrządach, w których wygrała złoto na równoważni oraz trzy srebrne medale w skoku, ćwiczeniach wolnych i ćwiczeniach na poręczach.
Na Mistrzostwach Europy w Bazylei, Listunowa zakwalifikowała się na drugim miejscu do finału wieloboju indywidualnego, tuż za drugą Rosjanką Angieliną Mielnikową. Ze względu na to, że Wiktorija nie była częścią kadry rosyjskiej, która zdobyła kwalifikację drużynową do Letnich Igrzysk Olimpijskich 2020, jej drugie miejsce zagwarantowało Rosji dodatkowe miejsce indywidualne w Tokio. W finale wieloboju, pokonała Mielnikową i zdobyła swój pierwszy tytuł mistrzyni Europy. Listunowa została drugą gimnastyczką po Nadii Comăneci w 1975, która w swoim pierwszym roku kariery w rangach seniorek zdobyła ten prestiżowy tytuł.
W czerwcu, Listunowa wzięła udział w Pucharze Rosji. Mimo trzeciego miejsca w kwalifikacjach do wieloboju indywidualnego, świetny występ w finale zagwarantował jej tytuł mistrzyni. Zagwarantowało jej to miejsce w kadrze Rosji na Letnie Igrzyska w Tokio, razem z Mielnikową oraz Władisławą Urazową.

#### Igrzyska Olimpijskie wTokio
Listunowa reprezentowała Rosję (jako Rosyjski Komitet Olimpijski) na XXXII Letnich Igrzyskach Olimpijskich w Tokio. Podczas kwalifikacji, pomogła rosyjskiej kadrze w objęciu niespodziewanego pierwszego miejsca, pokonując tym samym Stany Zjednoczone, jednak drobne błędy sprawiły, że w konkurencjach indywidualnych zakwalifikowała się jedynie do finału ćwiczeń wolnych. Mimo upadków Mielnikowej i Urazowej na równoważni w finale wieloboju drużynowego, Rosjanki zdobyły historyczne złoto z przewagą trzech punktów nad kadrą USA. W finale ćwiczeń wolnych, Listunowa popełniła kilka błędów i doznała upadku, przez co znalazła się ostatecznie na 8. miejscu.
Ze względu na kontuzję, Listunowa nie brała udziału w Mistrzostwach świata w Kitakiusiu.

### 2022
W marcu, Listunowa startowała w zawodach Pucharu świata w Dausze, gdzie zdobyła złoto na poręczach oraz brąz w skoku. Podczas zawodów, Rosja została zdyskwalifikowana ze wszelkich międzynarodowych zawodów organizowanych przez Międzynarodową Federację Gimnastyczną, ze względu na inwazję Rosji na Ukrainę.
W kwietniu, Listunowa wróciła do zawodów podczas Mistrzostw Rosji, gdzie zdobyła złote medale w wieloboju indywidualnym, skoku i ćwiczeniach wolnych oraz zajęła 4. miejsce na poręczach i 7. na równoważni.
W lipcu, Listunowa wzięła udział w Pucharze Rosji, gdzie zdobyła złoto w ćwiczeniach na poręczach asymetrycznych.

## Historia zawodów
| Rok    | Zawody                                     | Miejsce     | AA     | VT     | UB     | BB     | FX     | Drużynowo |
| Junior | Junior                                     | Junior      | Junior | Junior | Junior | Junior | Junior | Junior    |
| ------ | ------------------------------------------ | ----------- | ------ | ------ | ------ | ------ | ------ | --------- |
| 2018   | Gymnix International                       | Montreal    |        | 8      |        | 6      |        |           |
| 2018   | Mistrzostwa Rosji                          | Penza       |        |        |        |        |        |           |
| 2018   | Puchar Woronina                            | Moskwa      |        |        | 4      |        |        |           |
| 2019   | Puchar Jesolo                              | Jesolo      | 4      |        |        |        |        |           |
| 2019   | Mistrzostwa Rosji                          | Penza       |        |        |        |        |        |           |
| 2019   | Mistrzostwa świata juniorek                | Győr        |        | 8      |        |        |        |           |
| 2019   | Letni Olimpijski Festiwal Młodzieży Europy | Baku        |        |        |        | 7      |        |           |
| 2019   | Elite Gym Massilia                         | Marsylia    |        |        |        | 5      |        |           |
| Senior |                                            |             |        |        |        |        |        |           |
| 2021   | Mistrzostwa Rosji                          | Penza       |        |        |        |        |        |           |
| 2021   | Mistrzostwa Europy                         | Bazylea     |        |        |        |        | 7      |           |
| 2021   | Puchar Rosji                               | Nowosybirsk |        |        |        |        | 7      |           |
| 2021   | XXXII Letnie Igrzyska Olimpijskie          | Tokio       |        |        |        | R2     | 8      |           |
| 2022   | Puchar świata                              | Doha        |        |        |        |        |        |           |
| 2022   | Mistrzostwa Rosji                          | Kazań       |        |        | 4      | 7      |        |           |
| 2022   | Puchar Rosji                               | Kaługa      |        |        |        |        |        |           |